# The Way We Walk, Volume 2: The Longs
The Way We Walk, Volume 2: The Longs är ett livealbum med den brittiska rockgruppen Genesis, utgivet i januari 1993.
Albumet spelades in under turnén som följde på albumet We Can't Dance under 1992. Inspelningarna från konserterna delades upp på två album. The Way We Walk, Volume 1: The Shorts, utgivet 1992, innehöll deras pophits från 1980- och 1990-talen medan det här innehöll längre låtar för att locka fans av deras mer progressiva period. Inledningslåten "Old Medley" är ett medley av låtar från 1970-talsalbumen, medan de resterande låtarna kommer från senare album.

## Låtlista
1. "Old Medley" - 19:32
  - "Dance on a Volcano" (Banks, Collins, Hackett, Rutherford)
  - "The Lamb Lies Down on Broadway" (Banks, Collins, Gabriel, Hackett, Rutherford)
  - "The Musical Box" (Banks, Collins, Gabriel, Hackett, Rutherford)
  - "Firth of Fifth" (Banks, Collins, Gabriel, Hackett, Rutherford)
  - "I Know What I Like (In Your Wardrobe)" (Banks, Collins, Gabriel, Hackett, Rutherford)
2. "Driving the Last Spike" (Banks, Collins, Rutherford) - 10:17
3. "Domino" (Banks, Collins, Rutherford) - 11:21
  - "Pt. 1 - In the Glow of the Night"
  - "Pt. 2-The Last Domino"
4. "Fading Lights" (Banks, Collins, Rutherford) - 10:55
5. "Home by the Sea/Second Home by the Sea" (Banks, Collins, Rutherford) - 12:14
6. "Drum Duet" (Collins, Thompson) - 6:06

## Medverkande
- Phil Collins - sång, percussion, trummor
- Tony Banks - keyboard, sång
- Mike Rutherford - bas, gitarr, sång
- Daryl Stuermer - bas, gitarr
- Chester Thompson - percussion, trummor